# Stickstofftribromid
Stickstofftribromid ist eine chemische Verbindung, die zur Gruppe der Stickstoffhalogenide gehört. Durch ihre Empfindlichkeit und hohe Explosivität gibt es keine praktische Anwendung für die Verbindung.

## Vorkommen
Wird bei der Desinfektion von Schwimmbäder anstelle von Chlor Brom eingesetzt, kann durch die Reaktion mit Harnstoff aus menschlichen Ausscheidungen als Nebenprodukt Stickstofftribromid entstehen.

## Gewinnung und Darstellung
Stickstofftribromid lässt sich gewinnen durch Bromierung von Stickstofftrichlorid
{\displaystyle \mathrm {NCl_{3}+3\ KBr\longrightarrow NBr_{3}+3\ KCl} }
oder durch Umsetzung von Ammoniumbromid, Natriumchlorit und Eisen(III)-bromid
{\displaystyle \mathrm {NH_{4}Br+\ NaClO_{2}+2\ FeBr_{3}\longrightarrow } } {\displaystyle \mathrm {NaCl+2\ FeBr_{2}+\ NBr_{3}+2\ H_{2}O} }
oder durch Reaktion von Bis(trimethylsilyl)bromamin mit Bromchlorid bei −85 °C in Pentan als Lösungsmittel
{\displaystyle \mathrm {[(CH_{3})_{3}Si]_{2}NBr+2\ BrCl\longrightarrow NBr_{3}+2\ (CH_{3})_{3}SiCl} }
Auch durch Elektrolyse einer Ammoniumiodid- und Kaliumbromidlösung (NH4I + KBr) kann Stickstofftribromid hergestellt werden.
Bei der Explosion zerfällt Stickstofftribromid in die Elemente:
{\displaystyle \mathrm {2\ NBr_{3}\longrightarrow N_{2}+3\ Br_{2}} }